# 岩舘学
岩舘 学（いわだて まなぶ、1981年4月14日 - ）は、千葉県成田市出身の元プロ野球選手（内野手）。右投右打。

## 経歴

### プロ入り前
成田高等学校では主将で3年春県大会優勝、夏は県ベスト4。東洋大学に進学。1年からレギュラーで秋にはベストナイン（遊撃手）。東都大学リーグ通算101試合出場、375打数92安打、打率.245、6本塁打、42打点。4年時は世界大学野球選手権に出場し、本塁打を放った。
2003年のプロ野球ドラフト会議において、読売ジャイアンツに5巡目で指名されて入団した。

### 巨人時代

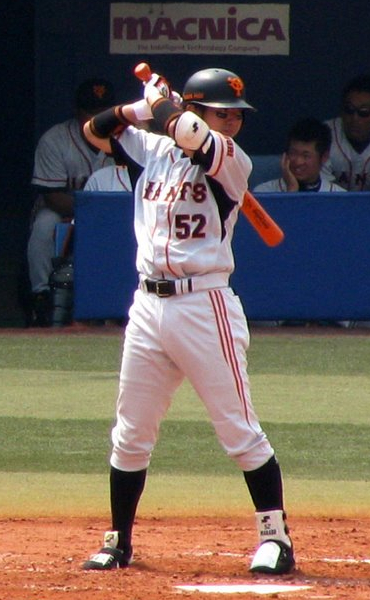
巨人時代
（2008年、横浜スタジアムにて）

新人年の2004年シーズン終盤に一軍に昇格し、10月9日の広島東洋カープ戦で初安打を記録した。この年は一軍では2試合の出場に留まったが、翌2005年には守備・代走要員として14試合に出場した。二軍では二塁手・遊撃手・三塁手をそれぞれ10試合以上守ったが、合計で15失策と守備で精彩を欠いた。
2006年に、当時の巨人の正三塁手であった小久保裕紀が親指の故障で長期離脱すると、敗れはしたものの一番打者の座を脇谷亮太と争った。三塁手を中心に内野の4ポジション全てを守り、自己最多の出場機会を得た。二軍では打率.282、4盗塁を記録した。
2007年、初の開幕一軍入りを果たした。開幕2戦目に遊撃手として先発出場し、二塁打を放つも、当時の巨人の正遊撃手だった二岡智宏の出場選手登録に伴い自身は登録を抹消された。二軍では初めて遊撃手ではなく二塁手を中心に起用されて計5失策と守備力が向上し、打率.251、4本塁打を記録した。しかしこの年は脇谷とベテランの木村拓也が主に一軍の二塁手を務め、岩舘と同タイプだが身体能力・守備力に優れた寺内崇幸、成長著しい新人・坂本勇人の存在のためか、オフの育成目的の秋季キャンプのメンバーから外された。
2008年1月にフロリダ州で行われた二岡の自主トレーニングに志願して同行したが、春季キャンプの紅白戦で自打球を足に受け、大部分の試合を負傷欠場してしまい、実力を発揮できないまま二軍落ちした。二軍での出番も大幅に減ったが、故障者続出により一軍昇格すると数少ないチャンスをものにし、7月11日の試合後にヒーローインタビューを受け、試合で四球を選んだことを監督の原辰徳に評価された。二軍再降格後は打率.305、出塁率.424と後半戦の主軸として活躍した。
2009年はわずか1試合の一軍出場に留まり、11月9日には北海道日本ハムファイターズへ移籍（金銭トレード）することが巨人・日本ハム両球団から発表された（11月13日に契約）。

### 日本ハム時代
2010年、2011年の2年間は一軍出場合わせてわずか8試合、打率.111と低迷したが、2012年は開幕一軍入りを果たし、3月31日の対埼玉西武ライオンズ2回戦（札幌ドーム）の9回裏一死一・三塁、2対3と1点を追う場面で代打として出場し、同点適時打を放った。続く5月1日の福岡ソフトバンクホークス戦では山田大樹からプロ初本塁打を記録した。
2013年は一軍出場がなく、10月5日に現役引退を発表。

### 引退後
引退後は、2023年までチーム統轄本部のプロスカウトやアマスカウトを歴任。2017年には、清宮幸太郎の担当スカウトも務めた。
2023年10月30日、日本ハムのファーム内野守備走塁コーチを務めることが発表された。

## 選手としての特徴・人物
飛び抜けた走力などは無いがバントや右打ちを器用にこなし、粘り強い打撃が持ち味。守備面では、内野全ポジションをこなすことができる。だが視野が狭く捕球時にイージーミスをする癖があるなど、守備力そのものには課題が残っている。
巨人のかつての正遊撃手であった川相昌弘を目標としているが、2007年シーズン序盤にはイースタン・リーグでも上田和明に連続バント失敗を叱責されており、前述の守備難も相俟って際立ったセールスポイントが無いことから二軍でも出番が年々減っていた。しかしその後は当時所属していた中日ドラゴンズの井端弘和などのスタイルを参考に、1年かけて独力でバントの精度を上げ、打率.251に対し出塁率.342、四死球23に対して三振19など、粘り強いスタイルを確立した。

## 詳細情報

### 年度別打撃成績
| 年 度     | 球 団     | 試 合 | 打 席 | 打 数 | 得 点 | 安 打 | 二 塁 打 | 三 塁 打 | 本 塁 打 | 塁 打 | 打 点 | 盗 塁 | 盗 塁 死 | 犠 打 | 犠 飛 | 四 球 | 敬 遠 | 死 球 | 三 振 | 併 殺 打 | 打 率 | 出 塁 率 | 長 打 率 | O P S |
| --------- | --------- | ----- | ----- | ----- | ----- | ----- | -------- | -------- | -------- | ----- | ----- | ----- | -------- | ----- | ----- | ----- | ----- | ----- | ----- | -------- | ----- | -------- | -------- | ----- |
| 2004      | 巨人      | 2     | 2     | 2     | 0     | 1     | 1        | 0        | 0        | 2     | 0     | 0     | 0        | 0     | 0     | 0     | 0     | 0     | 0     | 0        | .500  | .500     | 1.000    | 1.500 |
| 2005      | 巨人      | 14    | 20    | 18    | 2     | 2     | 0        | 0        | 0        | 2     | 1     | 0     | 0        | 0     | 0     | 2     | 0     | 0     | 8     | 1        | .111  | .200     | .111     | .311  |
| 2006      | 巨人      | 20    | 19    | 17    | 3     | 2     | 0        | 0        | 0        | 2     | 0     | 1     | 0        | 0     | 0     | 2     | 1     | 0     | 7     | 0        | .118  | .211     | .118     | .328  |
| 2007      | 巨人      | 5     | 5     | 4     | 0     | 1     | 1        | 0        | 0        | 2     | 0     | 0     | 0        | 1     | 0     | 0     | 0     | 0     | 0     | 0        | .250  | .250     | .500     | .750  |
| 2008      | 巨人      | 17    | 36    | 31    | 3     | 8     | 3        | 0        | 0        | 11    | 5     | 0     | 0        | 1     | 0     | 3     | 0     | 1     | 7     | 1        | .258  | .343     | .355     | .698  |
| 2009      | 巨人      | 1     | 0     | 0     | 0     | 0     | 0        | 0        | 0        | 0     | 0     | 0     | 0        | 0     | 0     | 0     | 0     | 0     | 0     | 0        | ----  | ----     | ----     | ----  |
| 2010      | 日本ハム  | 2     | 1     | 1     | 0     | 0     | 0        | 0        | 0        | 0     | 0     | 0     | 0        | 0     | 0     | 0     | 0     | 0     | 1     | 0        | .000  | .000     | .000     | .000  |
| 2011      | 日本ハム  | 6     | 3     | 3     | 1     | 1     | 0        | 0        | 0        | 1     | 1     | 0     | 0        | 0     | 0     | 0     | 0     | 0     | 0     | 0        | .333  | .333     | .333     | .667  |
| 2012      | 日本ハム  | 24    | 33    | 31    | 3     | 4     | 0        | 0        | 2        | 10    | 3     | 0     | 0        | 1     | 0     | 0     | 0     | 1     | 4     | 0        | .129  | .161     | .323     | .484  |
| 通算：9年 | 通算：9年 | 91    | 119   | 107   | 12    | 19    | 5        | 0        | 2        | 30    | 10    | 1     | 0        | 3     | 0     | 7     | 1     | 2     | 27    | 2        | .178  | .262     | .280     | .542  |

### 年度別守備成績
| 年 度 | 球 団    | 一塁  | 一塁  | 一塁  | 一塁  | 一塁  | 一塁     | 二塁  | 二塁  | 二塁  | 二塁  | 二塁  | 二塁     | 三塁  | 三塁  | 三塁  | 三塁  | 三塁  | 三塁     | 遊撃  | 遊撃  | 遊撃  | 遊撃  | 遊撃  | 遊撃     |
| 年 度 | 球 団    | 試 合 | 刺 殺 | 補 殺 | 失 策 | 併 殺 | 守 備 率 | 試 合 | 刺 殺 | 補 殺 | 失 策 | 併 殺 | 守 備 率 | 試 合 | 刺 殺 | 補 殺 | 失 策 | 併 殺 | 守 備 率 | 試 合 | 刺 殺 | 補 殺 | 失 策 | 併 殺 | 守 備 率 |
| ----- | -------- | ----- | ----- | ----- | ----- | ----- | -------- | ----- | ----- | ----- | ----- | ----- | -------- | ----- | ----- | ----- | ----- | ----- | -------- | ----- | ----- | ----- | ----- | ----- | -------- |
| 2004  | 巨人     | -     | -     | -     | -     | -     | -        | -     | -     | -     | -     | -     | -        | 1     | 0     | 0     | 0     | 0     | ----     | -     | -     | -     | -     | -     | -        |
| 2005  | 巨人     | -     | -     | -     | -     | -     | -        | 3     | 3     | 2     | 0     | 0     | 1.000    | 2     | 0     | 0     | 0     | 0     | ----     | 1     | 0     | 3     | 0     | 0     | 1.000    |
| 2006  | 巨人     | 1     | 2     | 1     | 0     | 1     | 1.000    | 1     | 1     | 2     | 0     | 0     | 1.000    | 13    | 0     | 14    | 0     | 1     | 1.000    | 3     | 2     | 4     | 0     | 2     | 1.000    |
| 2007  | 巨人     | -     | -     | -     | -     | -     | -        | -     | -     | -     | -     | -     | -        | -     | -     | -     | -     | -     | -        | 3     | 1     | 3     | 0     | 0     | 1.000    |
| 2008  | 巨人     | 4     | 5     | 1     | 0     | 1     | 1.000    | 9     | 16    | 10    | 2     | 1     | .929     | 7     | 6     | 5     | 0     | 1     | 1.000    | 1     | 0     | 0     | 0     | 0     | ----     |
| 2011  | 日本ハム | 2     | 5     | 0     | 0     | 0     | 1.000    | 1     | 0     | 0     | 0     | 0     | ----     | 1     | 0     | 0     | 0     | 0     | ----     | -     | -     | -     | -     | -     | -        |
| 2012  | 日本ハム | 8     | 41    | 0     | 0     | 5     | 1.000    | -     | -     | -     | -     | -     | -        | 5     | 2     | 5     | 0     | 0     | 1.000    | 2     | 0     | 4     | 0     | 0     | 1.000    |
| 通算  | 通算     | 15    | 53    | 2     | 0     | 7     | 1.000    | 14    | 20    | 14    | 2     | 1     | .944     | 29    | 8     | 24    | 0     | 2     | 1.000    | 10    | 3     | 14    | 0     | 2     | 1.000    |

### 記録
初記録
- 初出場：2004年10月9日、対広島東洋カープ28回戦（広島市民球場）、9回表に南和彰の代打で出場
- 初打席・初安打：同上、9回表に大竹寛から左翼線二塁打
- 初先発出場：2005年9月18日、対横浜ベイスターズ20回戦（横浜スタジアム）、7番・遊撃手で先発出場
- 初打点：2005年9月23日、対中日ドラゴンズ20回戦（ナゴヤドーム）、6回表にルイス・マルティネスから中前適時打
- 初盗塁：2006年6月3日、対西武ライオンズ5回戦（東京ドーム）、5回裏に二盗（投手：山岸穣、捕手：細川亨）
- 初本塁打：2012年5月1日、対福岡ソフトバンクホークス7回戦（札幌ドーム）、3回裏に山田大樹から左越ソロ

### 背番号
- 36（2004年 - 2007年）
- 52（2008年 - 2009年）
- 40（2010年 - 2013年）
- 74（2024年 - ）